# Hécalé
 (mai 2024).
Dans la mythologie grecque, Hécalé (en grec ancien Ἐκάλη / Hekálē) est une femme âgée qui offre un abri à Thésée, qui se rend à Marathon pour vaincre le taureau crétois.

## Mythe
Lorsque Thésée arrive à Athènes, il ne révèle pas immédiatement sa véritable identité. Égée qui l’accueille éprouve quelques soupçons à son égard tandis que Médée essaie de le faire tuer en lui demandant de capturer le taureau de Marathon,, qu’Héraclès a lâché après sa capture lors de son septième travail. En route, Thésée s’abrite de l’orage dans la cabane d’une vieille femme, Hécalé. Elle promet de faire un sacrifice à Zeus si le héros capture le taureau. À son retour, il la trouve morte. En son honneur, il donne son nom à l’un des dèmes d’Attique, faisant ainsi de ses habitants les enfants adoptifs de la défunte.
Un poème fragmentaire intitulé Hécalé, de Callimaque, traite de cette aventure. 

## Culte
Les Hecalesia (Εκαλήσια) étaient une fête organisée à Athènes en l'honneur de Zeus Hecalesius et Hécalé.

### Sources antiques
1. 1 2  Plutarque, Vies parallèles [détail des éditions] [lire en ligne], Thésée, 14.
2. ↑  Pausanias, Description de la Grèce [détail des éditions] [lire en ligne], I, 32, 6.